# Lophophytum weddellii
Lophophytum weddellii là một loài thực vật có hoa trong họ Balanophoraceae. Loài này được Hook. f. mô tả khoa học đầu tiên năm 1856.